# Контролируемая сделка
Контролируемая сделка — в трансфертном ценообразовании сделка, в отношении которой осуществляется контроль со стороны налогового органа за соблюдением правил рыночного ценообразования.
Перечень контролируемых сделок определяется законом. Необходимость в контроле связана с тем, что цена по таким сделкам может быть выше или ниже рыночной и использоваться в целях оптимизации налогообложения. Так как в сделке участвую лица, являющиеся налоговыми резидентами разных стран, то контроль за трансфертным ценообразованием позволяет получить каждой стране те налоги, на которые она могла бы рассчитывать, если бы оптимизации не было.

## Экономический смысл
К контролируемым сделкам относятся сделки, в которых существует взаимозависимость между сторонами. В силу такой зависимости цена может отклоняться от обычной рыночной, которая сложилась бы при независимости сторон. Отклонение цены может быть сознательным действием сторон, которые могут таким образом оптимизировать налогообложение, выводя прибыль в юрисдикции с низкими налогами. Так как существует риск отклонения цены, то сделка должна подвергаться контролю со стороны налогового органа.
Перечень контролируемых сделок определяется законодательством. Существует типовые правила, применяемые Организацией экономического сотрудничества и развития (ОЭСР). В отношении таких сделок действует принцип вытянутой руки (англ. Arm's Length Principle). Выражение происходит от английской идиомы англ. at arm's length, означающей «держать на расстоянии». Сделка соответствует этому принципу, если цена находится на рыночном уровне. В российском законодательстве аналогичный термин отсутствует, хотя сам принцип сформулирован. В ст. 20 Налогового кодекса определено понятие взаимозависимых лиц, а в ст 40 принципы определения цены товаров, работ или услуг для целей налогообложения. В ряде нормативных актов имеются отсылки к самому наименованию термина.

Нормы пункта 1 статьи 105.3 Кодекса предусматривают применение в сделках между взаимозависимыми лицами общепринятого в мировой практике принципа «вытянутой руки» при определении цен в сделках для целей налогообложения. При этом цены в сделках, сторонами которых являются лица, не признаваемые взаимозависимыми, признаются рыночными.

В России перечень контролируемых сделок установлен Налоговым кодексом.

## Сравнимая неконтролируемая сделка
Для определения степени отклонения цены по сделке используется сопоставление с ценами по сравнимым неконтролируемым сделкам. В таким сделкам относятся сделки, в отношении выполняется которых принцип вытянутой руки и при этом отсутствуют признаки взаимозависимости сторон, которая могла бы повлечь отклонение цены.